# Phalangonyx irakanus
Phalangonyx irakanus är en skalbaggsart som beskrevs av Gilbert John Arrow 1932. Phalangonyx irakanus ingår i släktet Phalangonyx och familjen Melolonthidae. Inga underarter finns listade i Catalogue of Life.